# Stazione di Shin-Egota
La Stazione di Shin-Egota (新江古田駅?, Shin-Egota-eki) è una stazione della metropolitana di Tokyo, si trova nel quartiere di Nakano a Tokyo.

## Stazioni adiacenti
| «                      | Servizio   | »          |
| Linea Ōedo             | Linea Ōedo | Linea Ōedo |
| ---------------------- | ---------- | ---------- |
| Ochiai-Minami-Nagasaki | -          | Nerima     |